# Finanse publiczne
Finanse publiczne obejmują zasoby pieniężne państwa, czyli procesy gromadzenia i podziału środków publicznych znajdujących się w dyspozycji władz publicznych, a przede wszystkim budżetu państwa, a także fundusze gromadzone i rozdysponowane przez państwo poza budżetem, czyli tzw. parabudżetowe, budżety samorządu terytorialnego oraz budżety ubezpieczeń społecznych.
Środki te pochodzą głównie z danin publicznych, majątku publicznego oraz z przychodów zwrotnych, czyli kredytów, pożyczek i emisji papierów wartościowych. Przedmiotem finansów publicznych są zjawiska, procesy i instytucje publiczne oraz prawne związane z powstawaniem i rozdysponowaniem pieniężnych środków publicznych zapewniających funkcjonowanie sektora publicznego. Podmiotami finansów publicznych są przede wszystkim parlament, rząd i jego organy centralne oraz jednostki samorządu terytorialnego. Ze środków publicznych realizowane są cele i zadania publiczne. Finanse publiczne dzielą się na finanse państwa, finanse jednostek samorządu terytorialnego oraz finanse systemu ubezpieczeń społecznych.

## Funkcje finansów publicznych
Realizacji celów państwa, jakimi są: osiąganie efektywności gospodarczej polegającej na efektywnej alokacji oraz dystrybucji dochodów, realizacja sprawiedliwości społecznej, osiąganie stabilności gospodarczej, służą następujące funkcje finansów publicznych:
1. alokacyjna – państwo oddziałuje na alokację zasobów w gospodarce w celu osiągnięcia efektywności gospodarowania. Polega to na alokacji części zasobów pomiędzy zadania publiczne i społeczne. Dotyczy w szczególności finansowania dóbr publicznych (jak np. obrona narodowa, bezpieczeństwo publiczne) oraz dóbr istotnych społecznie, do których dostęp na zasadach rynkowych byłby ograniczony (np. oświata, ochrona zdrowia),
2. redystrybucyjna – państwo wpływa na podział dochodu lub dóbr wyprodukowanych przez całe społeczeństwo między jego członków w celu osiągania sprawiedliwości społecznej. Odbywa się to m.in. poprzez wyższe obciążenia podatkowe grup bogatszych i wspieranie grup biedniejszych w różnych przekrojach, np. wspieranie wybranych grup społecznych, wspieranie regionów mniej rozwiniętych,
3. stabilizacyjna, która polega na łagodzeniu negatywnych skutków zmian koniunktury gospodarczej oraz zmniejszaniu wahań koniunkturalnych za pomocą narzędzi polityki fiskalnej.

## Finanse publiczne w Polsce

### Podstawy prawne
Podstawy prawne finansów publicznych w Polsce są rozproszone. Część regulacji znajduje się w rozdziale X Konstytucji RP. Finanse publiczne są regulowane przez kilkanaście ustaw i kilkadziesiąt rozporządzeń wydanych na ich podstawie. Najważniejsza jest ustawa o finansach publicznych.

### Zakres sektora finansów publicznych w Polsce
Zgodnie z ustawą o finansach publicznych do sektora finansów publicznych zalicza się:
1. organy władzy publicznej, w tym organy administracji rządowej, organy kontroli państwowej i ochrony prawa oraz sądy i trybunały,
2. jednostki samorządu terytorialnego oraz ich związki,
3. jednostki budżetowe,
4. samorządowe zakłady budżetowe,
5. agencje wykonawcze,
6. instytucje gospodarki budżetowej,
7. państwowe fundusze celowe,
8. Zakład Ubezpieczeń Społecznych i zarządzane przez niego fundusze oraz Kasa Rolniczego Ubezpieczenia Społecznego i fundusze zarządzane przez Prezesa Kasy Rolniczego Ubezpieczenia Społecznego,
9. Narodowy Fundusz Zdrowia,
10. Samodzielne publiczne zakłady opieki zdrowotnej,
11. uczelnie publiczne,
12. Polska Akademia Nauk i tworzone przez nią jednostki organizacyjne,
13. państwowe i samorządowe instytucje kultury oraz państwowe instytucje filmowe,
14. inne państwowe lub samorządowe osoby prawne utworzone na podstawie odrębnych ustaw w celu wykonywania zadań publicznych, z wyłączeniem przedsiębiorstw, jednostek badawczo-rozwojowych, banków i spółek prawa handlowego.